# Селча
Селча (болг. Селча) — село в Болгарии. Находится в Смолянской области, входит в общину Девин. Население составляет 676 человек.

## Политическая ситуация
В местном кметстве Селча, в состав которого входит Селча, должность кмета (старосты) исполняет Венелин Велизаров Опов (Болгарская социалистическая партия (БСП)) по результатам выборов правления кметства.
Кмет (мэр) общины Девин — Здравко Василев Василев Движение за права и свободы (ДПС)) по результатам выборов в правление общины.